# پوسن ژاکیت
پوسن ژاکیت (به انگلیسی: Posnjakite) با فرمول شیمیایی Cu4[(OH)6 - SO4].H2O از مجموعه کانی هاست و ازنام ژئوشیمیست E.W.Posnjak گرفته شده‌است. در اسیدها و آمونیاک محلول است - درآب نامحلول است. CuO:۶۷٫۶۶٪ SO۳:۱۷٫۰۲٪ H2O:۱۵٫۳۲٪ برای اولین بار در چک و اسلواکی کشف شد و از نظر شکل بلور: پهن و کوتاه، رنگ: آبی روشن تا آبی تیره، شفافیت: نیمه شفاف، جلا: شیشه ای، رخ: نامشخص، سیستم تبلور: مونوکلینیک و در رده‌بندی سولفات است و منشأ تشکیل آن ثانوی است.
همایند کانی‌شناسی (پارانژ) آن لانژیت- ژیپس- اوری کالسیت- لانژیت است
، از نظر ژیزمان بلوری - اندود تقریباً کمیاب ; روسیه، چک و اسلواکی و آلمان یافت می‌شود.